# The Guild 3
The Guild 3 (укр. Гільдія 3) — комп'ютерна гра в жанрі економічного симулятора, що розробляється студією Golem Labs, а її видавцем, в свою чергу, повинна виступити THQ Nordic. Гра є продовженням попередньої частини The Guild 2. З 26 вересня 2017 року гра в ранньому доступі в Steam.

## Історія серії

### Попередні версії гри
У 2002 році вийшла гра Europa 1400: The Guild, в якій гравцеві потрібно було стати частиною могутньої європейської династії, точніше, зробити цю династію могутньою. У 2006 році та ж студія, 4HEAD, розробила продовження — The Guild 2.

### Технічні особливості
The Guild 3 — це перезапуск франшизи, тому використовуються нові технології, в тому числі графічний рушій. Графічний рушій, на якому будується гра, називається Phoenix, він знайомий багатьом за проектом Darksiders. Зрозуміло, він модернізований, тому в Середньовіччі можна буде зануритися з головою. Графіка буде сучасною! У багатьох інших відносинах GolemLabs зберігає вірність традиціям, плюс прислухається до думки геймерського спільноти. Так, обіцяється баланс між сімейними відносинами і бізнесом. Можна буде «воювати на двох фронтах» — піклуватися і про династії, і про підприємства.

## Опис гри
Як і в попередніх частинах серії, The Guild 3 поєднує в собі стратегічну гру, комп'ютерну рольову гру, історичний симулятор і симулятор життя. Дія гри розгортається в європейському місті в кінці Середньовіччя, розділеному на кілька районів; кінцевою метою гравця є створення процвітаючої династії — при цьому гра надає гравцеві більшу свободу. Головною особливістю гри є система штучного інтелекту EHE (Evolutive Human Emulator), заснована на шести особистісних характеристиках; ця система реагує на рішення гравця і різні події у віртуальному світі гри, що робить унікальним кожне нове проходження. У плани розробників входить додавання в гру режиму на 16 осіб. На початку гри гравець повинен вибрати для віртуального персонажа якусь навичку і розвивати її, тим самим відкриваючи нові, спочатку недоступні можливості.
В огляді попереднього доступу журналіст Фрезер Браун відгукнувся про гру критично: хоча гра формально надає гравцеві безліч можливостей, вони не мають сенсу і майже не вимагають участі гравця; відносини між персонажами, професії і економіка, навколо яких будується гра, виглядають недоробленими, а світ гри — недостатньо динамічним.